# Жозе Масія
Жозе Масія (порт. José Macia), більш відомий за прізвиськом Пепе (порт. Pepe, нар. 25 лютого 1935, Сантус, Бразилія) — бразильський футболіст, що грав на позиції флангового півзахисника. Одинадцятиразовий переможець Ліги Пауліста, дворазовий володар Кубка Лібертадорес, дворазовий володар Міжконтинентального кубка. По завершенні ігрової кар'єри — тренер. У цій ролі став дворазовим переможцем Ліги Пауліста, Чемпіон Японії.
Виступав, зокрема, за клуб «Сантус», а також національну збірну Бразилії.

## Клубна кар'єра
У дорослому футболі дебютував 1954 року виступами за команду клубу «Сантус», кольори якої і захищав протягом усієї своєї кар'єри гравця, що тривала цілих шістнадцять років. Більшість часу, проведеного у складі «Сантуса», був основним гравцем команди. У складі «Сантуса» був одним з головних бомбардирів команди, маючи середню результативність на рівні 0,54 голу за гру першості. За цей час двічі виборював титул володаря Кубка Лібертадорес та двічі Міжконтинентального кубка.

## Виступи за збірну
1957 року дебютував в офіційних матчах у складі національної збірної Бразилії. Протягом кар'єри у національній команді, яка тривала 9 років, провів у формі головної команди країни 40 матчів, забивши 22 голи.
У складі збірної був учасником Чемпіонату Південної Америки 1957 року у Перу, де разом з командою здобув «срібло», чемпіонату світу 1958 року у Швеції, здобувши титул чемпіона світу, чемпіонату світу 1962 року у Чилі, здобувши того року титул чемпіона світу та розіграшу Кубка Америки 1989 року у Бразилії.

## Кар'єра тренера
Розпочав тренерську кар'єру відразу ж по завершенні кар'єри гравця, 1969 року як тренер молодіжної команди клубу «Сантус».
1973 року став головним тренером команди «Сантус», де пропрацював неповний рік.
Згодом 1975 року знову очолював тренерський штаб клубу «Сантус», який залишив того ж року. 1979 року втретє очолив «Сантус», яку залишив наступного року.
1981 року був головним тренером команди «Атлетіко Мінейру».
1982 року був запрошений керівництвом клубу «Наутіко Капібарібе» очолити його команду, проте і з нею не пропрацював більше року.
1986 року очолював тренерський штаб команди «Сан-Паулу».
1987 року став головним тренером португальської «Боавішти», яку тренував два роки.
Згодом, 1989 року очолював тренерський штаб національної збірної Перу.
Того ж 1989 року знову прийняв пропозицію попрацювати у своєму рідному клубі «Сантус», який покинув 1990 року.
1993 року був головним тренером команди «Гуарані» (Кампінас).
1994 року вкотре очолив «Сантус», з яким пропрацював до 1995 року.
У 1995 та 1998 році очолював тренерський штаб команди «Атлетіку Паранаенсе».
Протягом тренерської кар'єри також очолював команди клубів «Пауліста», «Сан-Жозе», «Інтернасьйонал Лімейра», «Аль-Садд», «Форталеза», «Йоміурі», «Португеза Деспортос», «Корітіба», «Крісіума», «Португеза Сантіста» та «Аль-Аглі».
Наразі останнім місцем тренерської роботи був клуб «Понте-Прета», головним тренером команди якого Жозе Масія був 2006 року.

## Титули і досягнення

### Як гравця
- Переможець Ліги Пауліста (11):

«Сантус»: 1955, 1956, 1958, 1960, 1961, 1962, 1964, 1965, 1967, 1968, 1969
- Володар Кубка Лібертадорес (2):

«Сантус»: 1962, 1963
- Володар Міжконтинентального кубка (2):

«Сантус»: 1962, 1963
- Чемпіон світу (2):

Бразилія: 1958, 1962
- Срібний призер Чемпіонату Південної Америки: 1957

### Як тренера
- Переможець Ліги Пауліста (2):

«Сантус»: 1973
«Інтер Лімеїра»: 1986
- Чемпіон Японії (1):

«Йоміурі»: 1993
- Володар Кубка Джей-ліги (1):

«Верді Кавасакі»: 1992